# Jørgen Moe
Jørgen Engebretsen Moe (Hole, 22 de abril de 1813 — Kristiansand, 27 de março de 1882) foi um folclorista, bispo e escritor norueguês. É mais conhecido por sua obra Norske Folkeeventyr, uma coleção de contos populares noruegueses, que editou em colaboração com Peter Christen Asbjørnsen.

## Biografia
Jørgen Engebretsen Moe nasceu na fazenda de Mo, em Hole, Ringerike. Era filho do fazendeiro local e político Engebret Olsen Moe. Conheceu Asbjørnsen, quando os dois se preparavam para os exames escolares em Norderhov e logo descobriram que tinham interesse comum em folclore.
A partir de 1841, Moe viajou quase todas as férias de verão por locais do sul da Noruega, coletando tradições e costumes dos moradores das montanhas. Em 1845, foi nomeado professor de teologia na Academia Militar da Noruega. Porém, a intenção de Moe era a de se tornar um sacerdote, e em 1853 entrou para a Igreja. Durante dez anos foi capelão residente em Krødsherad, nas igrejas  Olberg e Sigdal em Sigdal.
Em sua primeira paróquia, encontrou inspiração para muitos de seus poemas mais famosos, como den gamle Mester (O Velho Mestre) e Sæterjentens Søndag  (Domingo nas Pastagens da Montanha). Em 1863 mudou-se para Drammen e tornou-se pároco de Bragernes. Em 1870 mudou-se novamente para Vestre Aker, perto de Christiania. Em 1875 se tornou bispo na diocese de Agder, com sede em Kristiansand. Foi um bispo muito amado, e seus ensinamentos tiveram grande impacto sobre seus contemporâneos.
Moe dedicou atenção especial em relação a seus poemas líricos, dos quais uma pequena coleção foi publicada em 1850. Sentiu fortemente que a escrita deveria ser "objetiva", no sentido de que ela fosse destituída do ego da narrativa. Ainda assim, ele se esforçou para construir e manter uma estética literária em sua obra. Escreveu poucos versos originais, mas em seu denso volume pode ser encontrado muitas partes de delicadeza e frescor. Moe publicou também uma coletânea deliciosa de histórias em prosa para crianças, I Brønden og i Tjernet (No poço e na Lagoa) de 1851, e En liden Julegave (Um Presentinho de Natal), 1860. Asbjørnsen e Moe possuíam um estilo admirável de prosa narrativa. Era comum que o vigor viesse de Asbjørnsen e o charme de Moe, mas parece que depois do longo hábito de escrever em uníssono chegaram a adotar estilos quase que exatamente idênticos de expressão literária.
Moe foi nomeado Cavaleiro da Ordem de Santo Olavo em 1873 e Comandante da Cruz de 1 ª Classe em 1881. Em janeiro de 1882, renunciou à sua diocese devido a problemas de saúde, e morreu no mês de março seguinte. Seu filho, Moltke, continuou o trabalho de seu pai, no folclore e nos contos de fadas e se tornou o primeiro professor do assunto na Universidade de Christiania.

## Impacto sobre a cultura norueguesa
Juntamente com Peter Christen Asbjørnsen, o impacto de Jørgen Moe sobre a cultura norueguesa foi enorme. Para os noruegueses, os nomes Asbjørnsen e Moe se tornaram sinônimo de contos populares tradicionais, da mesma forma como o nome Irmãos Grimm está associado com os contos alemães. Eles não só coletaram e preservaram parte da riqueza dos contos de fadas noruegueses e os divulgaram para o leitor comum, como também, ao fazerem isso, contribuíram para o desenvolvimento da língua norueguesa.
Mesmo que outros países tenham uma rica literatura popular, os noruegueses normalmente afirmarão que a deles, através do trabalho de Asbjørnsen e Moe, é uma das mais originais e ricas. Seus trabalhos constituem uma parte muito importante da identidade norueguesa. Askeladden (o garoto das cinzas), um personagem cuja criatividade e desenvoltura propiciaram-lhe casar com a princesa e ganhar metade do reino, é visto como algo tipicamente norueguês. Algumas de suas obras de poesia ainda são apreciadas, e muitas delas foram musicadas. Suas contribuições para a Igreja estão agora praticamente esquecidas, exceto localmente.

## Museu de Ringerike
O Museu de Ringerike é o museu regional que serve aos municípios de Hole e Ringerike no condado de Buskerud. O Museu de Ringerike está localizado em Hønefoss, no local da antiga reitoria de Norderhov onde Asbjørnsen e Moe se encontraram pela primeira vez. É agora o museu local da região de Ringerike e contém uma coleção de suvenires de Asbjørnsen e Moe. O museu também é conhecido por sua coleção de pertences particulares de Jørgen Moe. Em 1930, Marie Moe, filha de Jørgen Moe, doou ao museu um conjunto de várias centenas de objetos da casa particular de Jørgen Moe.

## Obras selecionadas
- Samling af Sange, Folkeviser og Stev i norske Allmuedialekter, 1840; edição ampliada, 1869, com melodias de Lindeman
- Norske folkeeventyr, 1841–1852 (com Asbjørnsen); edição ampliada 1882; versão em inglês por George Webbe Dasent, 1859
- Digte, 1849 (poemas)
- I Brønden og i Kjærnet, 1851 (histórias infantis e sermões baseados em poemas populares)
- At hænge på juletreet, 1855
- En liten julegave, 1860
- Samlede skrifter, 1877 (obras coletadas, exceto as histórias folclóricas)